# Hava (Musikerin)

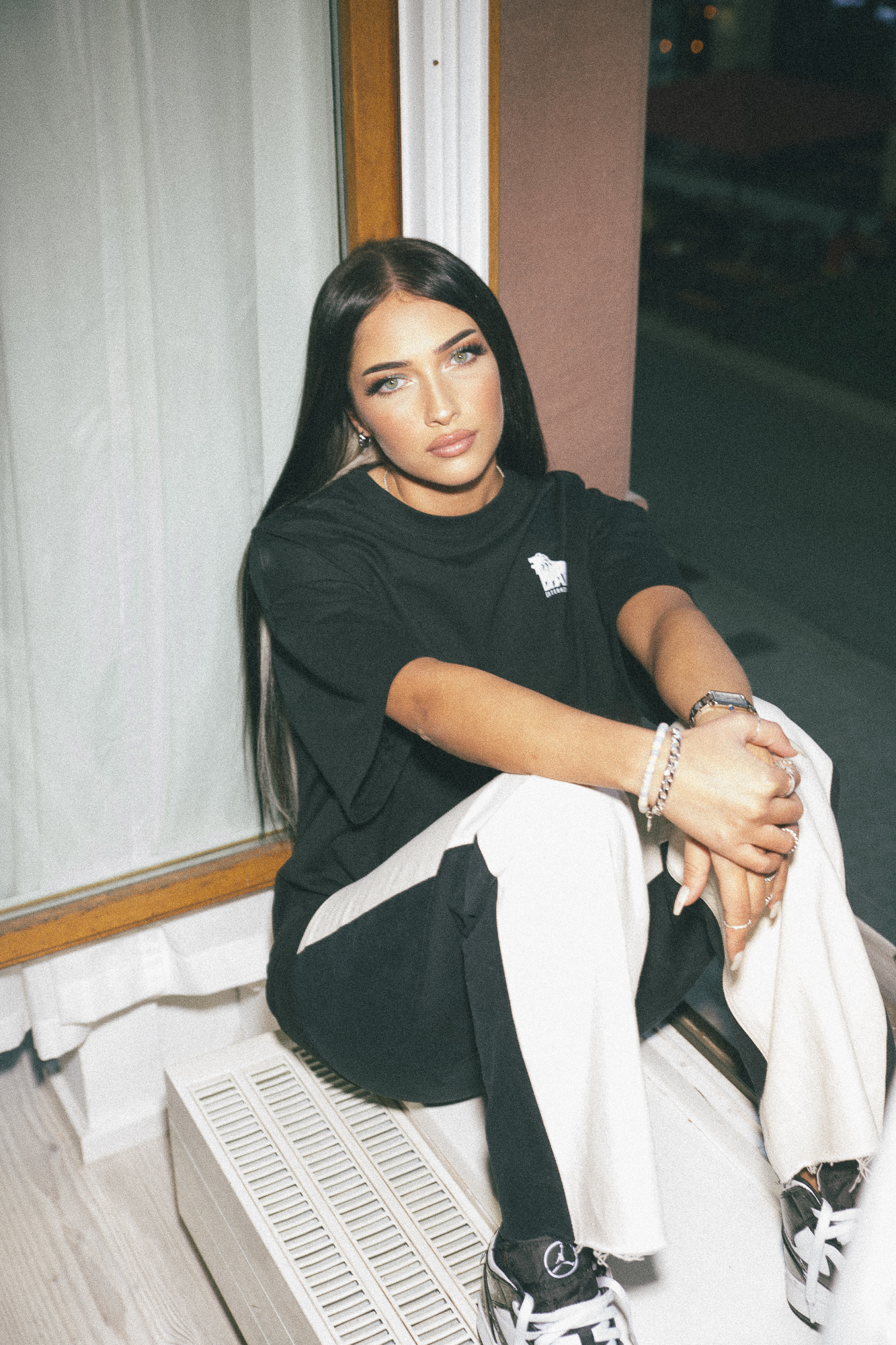
Hava (2021)

Hava (* 12. August 1998 in Hamm; bürgerlich Dilara Hava Tunç) ist eine deutsche Rapperin und Sängerin.

## Kindheit und Jugend
Hava ist in Hamm geboren und aufgewachsen. Ihre Familie mütterlicherseits stammt aus Doboj in Bosnien und Herzegowina, ihre Mutter ist jedoch in Hamm geboren. Havas Vater stammt aus Aksaray in der Türkei.
Hava ist Muslima und trug in ihrer Jugend viele Jahre einen Hidschāb.

## Karriere
Ihren Angaben zufolge hatte sie schon als Kind eines Tages den Traum, irgendwann Musik zu machen. Erste Bekanntheit erlangte Hava durch Gesangsvideos in sozialen Medien und Snapchat-Videos. Im März 2019 veröffentlichte sie ihre erste Hörprobe zu Heartbreaker auf Instagram. Sie erreichte dadurch Aufmerksamkeit und unterschrieb circa zwei Monate später und bereits vor ihrem ersten Song einen Vertrag bei Sony Music.
Die erste Single Heartbreaker wurde u. a. von den Rappern Nimo, Moe Phoenix, Sun Diego und Delil Certel auf Instagram geteilt und zog die Berichterstattung mehrerer Deutschrapmedien auf sich. Bereits nach einigen Tagen erreichte das dazugehörige Video über eine Million Aufrufe auf YouTube und konnte sich auf Platz 130 in den Spotify-Wochencharts in Deutschland platzieren.
Mit ihrem zweiten Song Korb erreichte Hava in der ersten Woche Platz 91 der Spotify-Wochencharts in Deutschland.
Ihre vierte Singleauskopplung Idemo ist genauso wie alle anderen Songs fast ausschließlich auf Deutsch vorgetragen, jedoch sind erstmals Teile des Refrains in bosnischer Sprache. Da es laut Havas Aussagen im Deutschrap bereits viel auf Türkisch gäbe, habe sie für sich entschieden, erst einmal neben Deutsch lediglich Parts auf Bosnisch zu bringen. In Zukunft werde man von ihr aber auch Zeilen auf Türkisch zu hören bekommen. Sowohl Idemo als auch ihre dritte Single Panamera konnten nicht ganz an die Erfolge von Korb anknüpfen.
Anfang Dezember 2019 erschien Kein Schlaf mit dem Rapper Nimo. Der Track ist Havas erste Kollaboration mit einem anderen Künstler. Bereits nach weniger als 24 Stunden erreichte das Video über 1 Million Aufrufe und landete damit vor allen anderen Videos in Deutschland. Zudem konnten sowohl Hava als auch Nimo erstmals mit einem Lied über 1 Million Streams am ersten Tag auf Spotify in Deutschland erzielen, womit sie sich noch vor Shindy und Samra, welche am selbigen Tag ihre erste Single nach längerer Pause herausbrachten, Platz 1 der deutschen Spotify-Charts sicherten. Der Song stieg zudem in der ersten Chartwoche auf Platz 1 der offiziellen deutschen Singlecharts ein. Es ist für Hava auch die erste Chartplatzierung. Das Lied knackte zudem in weniger als drei Monaten die Marke von 20 Millionen Aufrufen auf Youtube.
Im Dezember 2020 erschien ihr erstes Studioalbum Weiss. Sowohl das Album als auch vier der fünf Vorabsingles konnten sich in den deutschen Charts platzieren.
Seit 2020 ist sie mit dem deutschen Rapper Dardan liiert.

## Diskografie
Studioalben

| Jahr | Titel Musiklabel                          | Höchstplatzierung, Gesamtwochen, AuszeichnungChartplatzierungen (Jahr, Titel, Musiklabel, Platzierungen, Wochen, Auszeichnungen, Anmerkungen) | Höchstplatzierung, Gesamtwochen, AuszeichnungChartplatzierungen (Jahr, Titel, Musiklabel, Platzierungen, Wochen, Auszeichnungen, Anmerkungen) | Höchstplatzierung, Gesamtwochen, AuszeichnungChartplatzierungen (Jahr, Titel, Musiklabel, Platzierungen, Wochen, Auszeichnungen, Anmerkungen) | Anmerkungen                             |
| Jahr | Titel Musiklabel                          | DE | AT | CH | Anmerkungen                             |
| ---- | ----------------------------------------- | --- | --- | --- | --------------------------------------- |
| 2020 | Weiss Imperium Records (Sony)             | DE47 (1 Wo.)DE | AT43 (1 Wo.)AT | CH39 (1 Wo.)CH | Erstveröffentlichung: 4. Dezember 2020  |
| 2022 | Segen und Fluch Imperium Records (Sony)   | DE66 (1 Wo.)DE | AT69 (1 Wo.)AT | CH50 (1 Wo.)CH | Erstveröffentlichung: 11. März 2022     |
| 2023 | Kein Märchen Hypnotize Entertainment (GA) | DE33 (6 Wo.)DE | — | CH50 (1 Wo.)CH | Erstveröffentlichung: 15. Dezember 2023 |
| 2024 | Four Seasons Hypnotize Entertainment (GA) | DE63 (2 Wo.)DE | — | CH57 (1 Wo.)CH | Erstveröffentlichung: 25. Oktober 2024  |